# Red Cliff
Red Cliff é uma cidade  localizada no estado americano de Colorado, no Condado de Eagle.

## Demografia
Segundo o censo americano de 2000, a sua população era de 289 habitantes.
Em 2006, foi estimada uma população de 307, um aumento de 18 (6.2%).

## Geografia
De acordo com o United States Census Bureau tem uma área de
0,6 km², dos quais 0,6 km² cobertos por terra e 0,0 km² cobertos por água. Red Cliff localiza-se a aproximadamente 3090 m acima do nível do mar.

## Localidades na vizinhança
O diagrama seguinte representa as localidades num raio de 32 km ao redor de Red Cliff.